# Вудсток (Нью-Йорк)
Вудсто́к — небольшой город в северной части округа Алстер (Нью-Йорк, США), находящийся на территории Катскиллского парка к северо-западу от Кингстона. Согласно переписи населения, в 2010 г. в нём проживало 5 884 человека. В 1969 г. Вудсток прославился тем, что подарил своё название знаменитейшему одноимённому рок-фестивалю.

## История
Первый неиндеец поселился на месте будущего города приблизительно в 1770 году, хотя годом основания Вудстока считается 1787 год. Позднее из некоторых пограничных территорий Вудстока образовались соседние города: Мидлтон (1879), Уинхэм (1798), Шандакен (1804) и Олив (1853).
В конце 1800-х гг. Вудсток приютил многих художников-пейзажистов американской Школы реки Гудзон. В 1902 году, с приездом Ральфа Уайтхэда (en:Ralph Radcliffe Whitehead), Болтона Брауна (en:Bolton Brown) и Хэрви Уайта (en:Hervey White), основавших арт-колонию Бёрдклифф, в городе появилось английское Движение искусств и ремёсел. В 1906 году усилиями художника-пейзажиста Бирджа Харрисона и его коллег, в Вудстоке открылась летняя школа Лиги студентов-художников Нью-Йорка. Именно с тех пор Вудсток получил статус активной арт-колонии.
С 1915 по 1931 годы созданная Уайтом другая арт-колония — Маверик (англ. Maverick Art Colony) — проводила в Вудстоке одноимённый фестиваль искусств и «пьяных лесных оргий».
С 1976 года в черте города располагается тибетский мужской монастырь Карма Трияна Дхармачакра.

## География
Согласно Бюро переписи населения США, площадь Вудстока составляет 175,7 кв. километров, из которых 174.3 кв. км. заняты сушей и 1,4 кв.км. (или 0,8 %) — водой.
На севере граничит с нью-йоркским округом Грин.

## Население
По данным переписи 2000 года в городе насчитывалось 6241 человек, 2946 домашних хозяйств и 1626 семей. Плотность населения составляла 92,5 человека на квадратную милю (35.7 на км²). Расовый состав города следующий: 94,25 % составляют белые американцы, 1,30 % — афроамериканцы, 0,21 % — коренные народы США, 1,57 % — азиаты, 0,02 % — представители тихоокеанских островов, 0,79 % — другие расы, и 1,87 % — представители смешанных рас. Испаноговорящие любой расы составляли 2,56 % населения.
Из 2946 домашних хозяйств 21,7 % имели детей в возрасте до 18 лет, проживающих с ними, 44,2 % составляли супружеские пары, 7,9 % — одинокие матери, а 44,8 % — лица, не состоящие в браке. 35,5 % всех домохозяйств состояли из отдельных лиц, из которых 10,6 % — одинокие пожилые люди 65 лет и старше. Средний размер домохозяйства составлял 2,10 человека, а средний размер семьи — 2,71.
Городское население составляло 18,0 % в возрасте до 18 лет, 3,7 % — от 18 до 24 лет, 23,0 % — от 25 до 44 лет, 38,0 % — от 45 до 64 и 17,3 % от 65 лет или старше. Средний возраст составил 48 лет. На каждые 100 женщин приходилось 94.7 мужчин. На каждые 100 женщин в возрасте 18 лет и старше — 93.1 мужчин.
Средний доход на одно домохозяйство в городе составлял $49,217, а средний доход на семью составляет $ 65,938. Мужчины имели средний доход от $41,500, а женщины — $33,672. Доход на душу населения в городе составил $32,133. 6,9 % семей или 10,2 % населения жили за чертой бедности, в том числе 12,8 % из них в возрасте до 18 лет, и 3,9 % от 65 лет и старше.

## Искусство

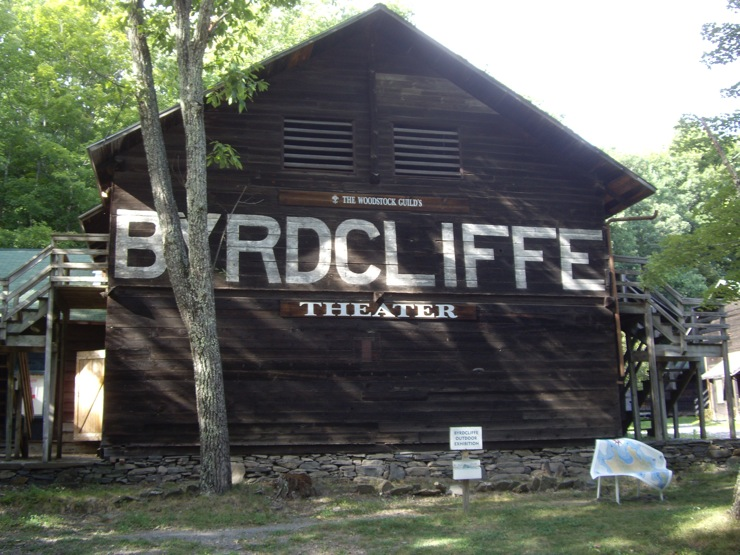
Театр арт-колонии Бёрдклиф, Вудсток, 2007 г.

Город знаменит тем, что подарил своё название одноимённому фестивалю, который на самом деле проходил на молочной ферме в Бетеле округа Салливан, в 97 километрах от Вудстока.
В 1903 г. в городе была основана арт-колония Бёрдклиф, являющаяся одной из старейших в США. Она привлекла сюда первых дизайнеров мебели, металлообработчиков, керамистов, ткачей, и на её основе была открыта первая в Вудстоке художественная школа.
В 1916 году утопический философ и поэт Харвей Уайт (en:Hervey White) выстроил в лесу «музыкальную часовню», в которой стал проводить самый продолжительный в США летний фестиваль камерной музыки под названием Маверик (en:Maverick Musical Festival). В то первое лето композиторы Генри Кауэлл, Джон Кейдж, Роберт Старер и Питер Шикель (en:Peter Schickele) привезли на фестиваль свои новые произведения. В наши дни музыкальная часовня представляет собой возведённый вручную концертный зал с великолепной акустикой и занимает видное место в Национальном реестре исторических мест США, ежегодно принимая музыкантов мирового класса, играющих там с июня по сентябрь. Харвей Уайт также привлекал в колонию многих молодых художников, включая Люсиль Бланш (en:Lucile Blanch), Арнольда Бланша (en:Arnold Blanch), Джона Бернарда Флэннагана, Юджина Людинса и Ханну Смолл.
В городе расположена Музейно-артистическая ассоция Вудстока (en: Woodstock Artists Association and Museum), в постоянной коллекции которой находятся работы связанных с регионом известных американских художников: Мильтона Эвери, Джорджа Беллоуза, Эдварда Ли Чейза (en:Edward Leigh Chase), Фрэнка Свифта Чейза (en:Frank Swift Chase), Арнольдa Бланшa (en:Arnold Blanch), Дорис Ли (en:Doris Lee), Марион Гринвуд (en:Marion Greenwood), Филипa Густонa, Ясуо Куниёси, Пола Рафаэля Мелтснера (en:Paul Meltsner) и многих других. Летняя школа Лиги студентов-художников Нью-Йорка в общей сложности просуществовала в Вудстоке около 50 лет, сначала с 1906-го по 1922-й год, и затем после Второй мировой войны с 1947-го по 1979-й.
Гильдия Вудстока, основанная художниками арт-колонии Бёрдклиф в 1939 году, в настоящее время распоряжается земельной площадью 1,4 кв км и является мультикультурной организацией, спонсирующей выставки, концерты, обучающие, танцевальные и театральные мероприятия, а также владеет старейшим магазином ремесленных изделий в Вудстоке и галереей Флер-де-Лис, выставляющей более 60 художников.
В 1981 году в городе проходил джазовый фестиваль, посвященный юбилею музыкальной студии, основанной в 1971 году Карлом Бергером (en:Karl Berger) и Орнеттом Коулманом. В шоу принимали участие Джек Деджонетт, Чик Кориа, Пат Мэтини, Энтони Брэкстон, Ли Кониц и Мирослав Витуш (en:Miroslav Vitouš).
В апреле 2012 года в Вудстоке состоялся писательский фестиваль. Выступления популярных в США авторов сопровождались семинарами, посвященными писательскому мастерству.

## Известные персоналии
Ещё до того, как одноимённый рок-фестиваль сделал его знаменитым, город пользовался репутацией мекки художников, музыкантов и писателей. Одной из местных достопримечательностей является кладбище художников. Кино- и художественные фестивали привлекают в город звёзд и знаменитостей. Сотни музыкантов записали свои альбомы в Вудстоке.
С 1929 по 1934 годы в городе проживал американский мифолог и религиовед Джозеф Кэмпбелл.

## Побратимы
Побратимом Вудстока является австралийский посёлок Нимбин, который в 1973 году заселили сиднейские хиппи, превратив его в крупнейший национальный центр выращивания психотропной конопли, место проведения Фестиваля Водолея и ежегодного конопляного фестиваля Марди Грасс.